# Alberto Maria De Agostini
Pour les articles homonymes, voir Agostini.
Le Père Alberto Maria De Agostini (né le 2 novembre 1883 à Pollone dans le Piémont et mort le 25 décembre 1960 à Turin) est un missionnaire salésien italien de l'ordre de Don Bosco, qui fut tout à la fois un explorateur, un écrivain, un photographe, un géographe, un ethnologue et un montagnard, connu pour ses expéditions en Patagonie.

## Biographie
Alberto De Agostini, né le 2 novembre 1883 à Pollone (aujourd'hui dans la province de Biella), est le fils de Lorenzo De Agostini et de Caterina Antoniotti. Son frère aîné, le géographe Giovanni De Agostini est le fondateur de l'Institut géographique De Agostini de Novare (Istituto Geografico De Agostini di Novara), qui existe toujours.
Dans sa jeunesse, il fait des excursions dans le val d'Aoste avant d'être ordonné prêtre.
En 1909, le Père De Agostini part en mission en Terre de Feu pour rejoindre la mission salésienne de Punta Arenas sur le détroit de Magellan.
Il y explore pour la première fois de nombreuses montagnes et réalise les premières ascensions de sommets encore inconnus comme le mont Olivia proche d’Ushuaïa avec les guides de Valtournenche Agostino et Abele Pession en 1913 et le mont Sarmiento avec Carlo Mauri et Clemente Maffei en 1956. Plus au nord, De Agostini est le premier à reconnaître et à explorer le massif du Paine et celui du Fitz Roy qu'il photographie. Il est le premier à monter sur le Hielo Continental, la plus grande calotte glaciaire d'Amérique, et remonte au nord jusqu'à la région de San Lorenzo.
Il entre en contact avec les Amérindiens de l'île, les Selknams, dans la Grande Terre, les Alakalufs dans les fjords de la Terre de Feu, les Tehuelches en Patagonie et les Yagans à la pointe extrême de la Terre de Feu qu'il défend face aux excès des colons occidentaux. Il en décrit les croyances et le mode de vie et les photographie dans quelques-unes de ses œuvres au moyen d'un appareil monté sur trépied.
Alberto De Agostini a écrit 22 livres et travaux en italien, allemand et espagnol.

## Publications

### Ouvrages
- Guía Turística de Magallanes y Canales Fueguinos (1924)
- El Lanín y sus alrededores. Parque nacional (1941)
- Guía Turística de los Lagos Argentinos y Tierra del Fuego (1945)
- Ande Patagoniche - viaggi di esplorazione nella Cordigliera Patagonica australe (1949)
- Trent'anni nella Terra del Fuoco (1955)
- Sfingi di ghiaccio (1958)

### Film
- Terre Magellaniche (1933)